# Rogiera subscandens
Rogiera subscandens är en måreväxtart som först beskrevs av Cyrus Longworth Lundell, och fick sitt nu gällande namn av Attila L. Borhidi. Rogiera subscandens ingår i släktet Rogiera och familjen måreväxter. Inga underarter finns listade i Catalogue of Life.